# دی یی
دی یی(چینی:帝乙) زاده شده با نام شیان(چینی:羡) شاهی بود از شاهان دودمان شانگ در چین که از سال ۱۱۰۱ پیش از میلاد تا ۱۰۷۶ پیش ازمیلاد فرمان می‌راند.
سیما کیان، نویسنده و تاریخنگار هان، در کتاب شیجی، او را شاه شانگ دانسته است که در تختگاه این(چینی:亳)به شاهی نشست.